# 臨河獵龍屬
臨河獵龍屬（學名：Linhevenator）是獸腳亞目傷齒龍科恐龍的一屬，生存於白堊紀晚期的中國。臨河獵龍是目前已知最完整的白堊紀晚期傷齒龍科化石，並顯示傷齒龍科具有前肢縮短的演化趨勢，而傷齒龍科、馳龍科可能平行演化出大型、鐮刀狀第二趾爪。
在2011年，中國與加拿大古生物學家徐星、柯文·沙利文（Corwin Sullivan）、谭庆伟、韩凤禄等人將化石進行敘述、命名，模式種是譚氏臨河獵龍（L. tani）。屬名意為「臨河區的獵人」；種名則是以内蒙古自治區龍昊地質古生物研究所的譚琳教授為名，他對內蒙古地區的古生物研究有長期貢獻。

## 化石與特徵

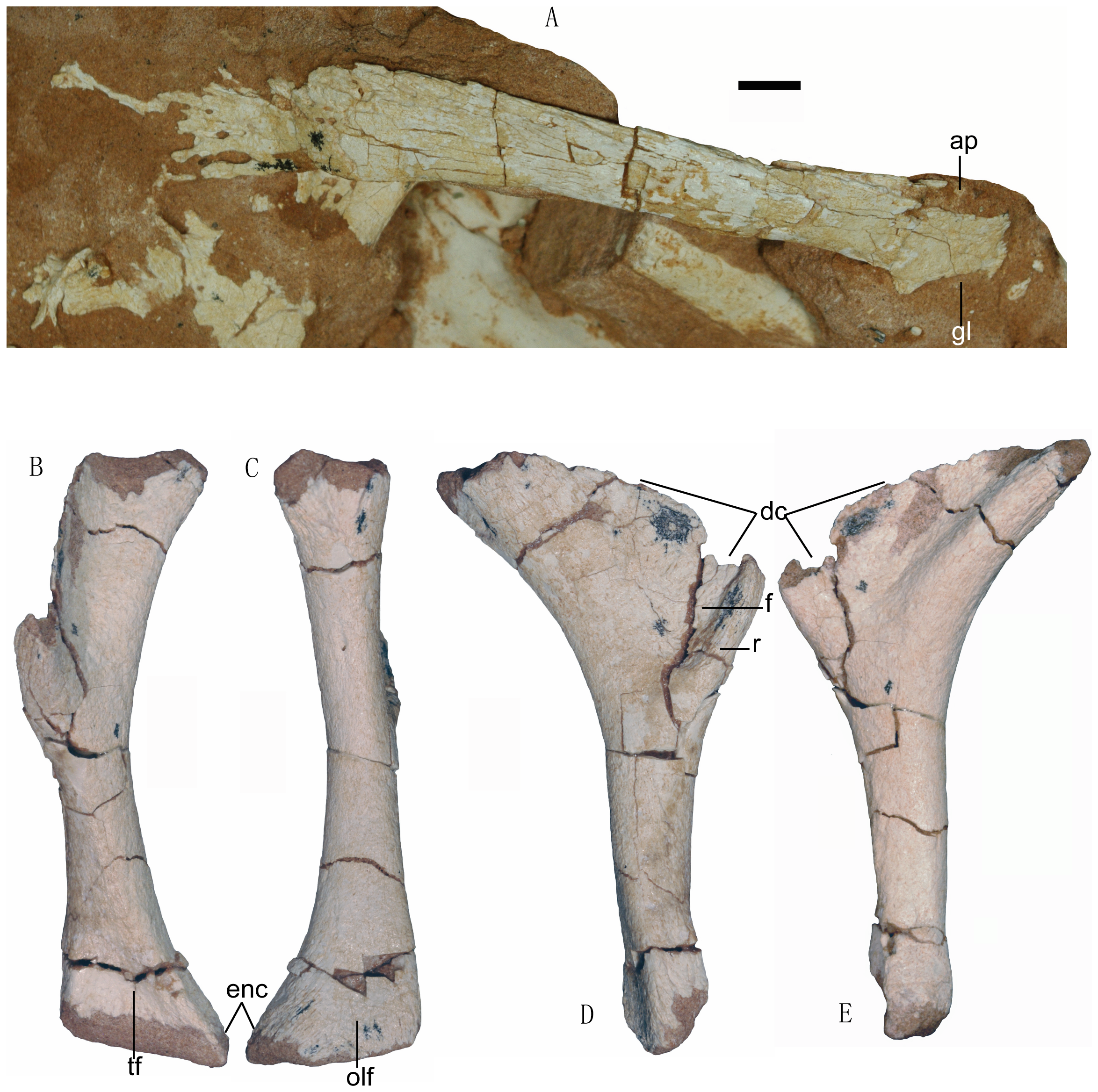
臨河獵龍的肩帶與前肢

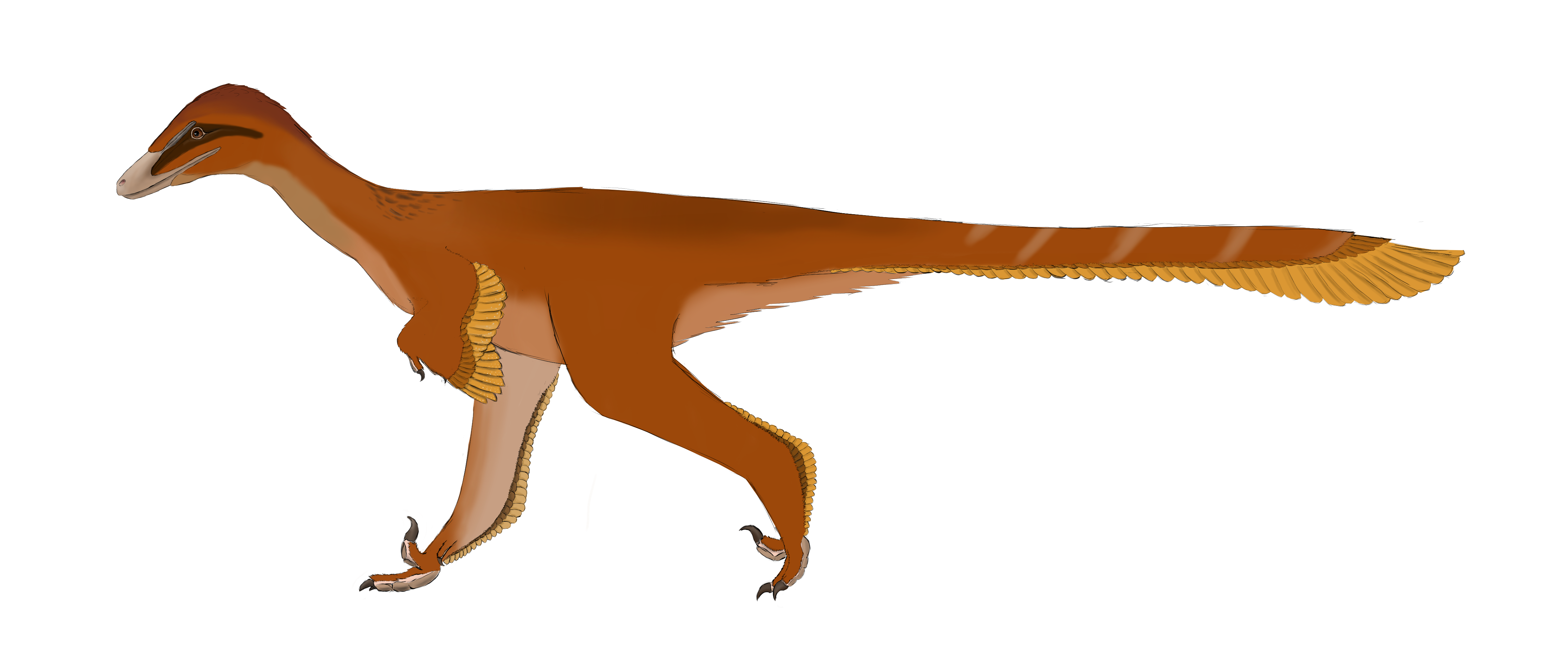
臨河獵龍屬

正模標本（編號LHV0021）是一個部分身體骨骼，包含：頭顱骨與下頜、六節前到中段背椎、右肩胛骨、右肱骨、不完整的腸骨、左股骨、接近完整的左腳掌，這個標本是目前已知最完整的白堊紀晚期傷齒龍科化石。這個化石是在2009年發現於中國內蒙古巴音滿都呼（Bayan Mandahu）的烏梁素海組（Wulansuhai Formation）地層，地質年代相當於坎潘階。根據脊椎的椎体弓軟骨結合狀況，顯示正模標本是個成年個體。但是，化石被發現前曾部分曝露於地層表面，曾遭部份風化、侵蝕，頭顱骨有多條縱向侵蝕痕跡，許多身體骨頭的關節被侵蝕。
臨河獵龍具有四個自衍徵：顴骨具有側邊凸緣、上隅骨有前腹側的突出部、股骨末端具有中線隆起、第三蹠骨的背側後1/3段具有寬的縱向溝。
臨河獵龍的股骨長度約24公分，是種相當大型的傷齒龍科，體重估計約23公斤。與其他傷齒龍科相比，臨河獵龍具有短前肢，而肱骨粗壯。肱骨的長度是股骨的40%，肱骨末端的寬度是其長度的29%。研究人員推論，臨河獵龍的短前肢可能用來挖掘、或是攀爬。第一腳趾朝向側方，而非朝向前方。臨河獵龍的第二趾爪呈鐮刀狀，類似馳龍科；臨河獵龍的第二趾爪相當大，是傷齒龍科之中最大的。

## 分類
研究人員命名臨河獵龍時，將牠們歸類於傷齒龍科。臨河獵龍同時帶有原始、進階型的特徵，根據種系發生學分析，研究人員發現臨河獵龍是種進階型傷齒龍科，跟扎納巴扎爾龍、蜥鳥龍位於同一小型演化支，而傷齒龍的演化位置較原始一個階段。研究人員進一步推論，傷齒龍科具有前肢縮短的演化趨勢。許多獸腳亞目演化支，分別出現過前肢縮短、縮小的演化趨勢，例如：角鼻龍下目、美頜龍科、暴龍超科、阿瓦拉慈龍科。
此外，臨河獵龍的大型、鐮刀狀第二趾爪，也顯示傷齒龍科、馳龍科可能平行演化出大型、鐮刀狀第二趾爪。

## 外部連結
- （意大利文）臨河獵龍的簡介 （页面存档备份，存于）